# Duck Dynasty
Duck Dynasty es una serie de telerrealidad estadounidense de A&E que retrata la vida de la familia Robertson, quienes se convirtieron en un éxito por su negocio familiar, Duck Commander. El negocio de West Monroe, Louisiana, hace productos para cazadores de pato, principalmente un reclamo de pato llamado Duck Commander. Los hermanos de Robertson, Phil y Si, y los hijos de Phil, Jase, Willie y Jep, son conocidos por sus largas barbas y sus puntos de vista cristianos. La familia fue presentada anteriormente en la serie Benelli Presents Duck Commander y su spin-off, Buck Commander, en Outdoor Channel; Outdoor Channel adquirió los derechos de reemisión de Duck Dynasty en 2016.
El programa ha roto varios récords de calificación en A&E y televisión por cable en su conjunto. El estreno de la cuarta temporada atrajo a 11,8 millones de televidentes; la serie de cable de no ficción más vista en la historia. A mediados de diciembre de 2013, la controversia de una entrevista que Phil Robertson dio a la revista GQ resultó en una suspensión indefinida por parte de A&E, debido a los comentarios que hizo que estaban siendo ampliamente reportados en los medios como «anti-gay». Después de la presión pública sobre A&E para levantar la suspensión, fue reinstalado nueve días más tarde.
El show ganó $80 millones de dólares en ventas de publicidad durante los primeros nueve meses de 2013, y la mercancía ha generado otros $400 millones de dólares en ingresos.  La serie terminó el 29 de marzo de 2017, con el final de una hora de duración «End of an Era».

## Miembros
Leyenda:
| Principal | Recurrente | Invitado |

| Nombre               | Miembro en la familia | Temporadas | Temporadas | Temporadas | Temporadas | Temporadas | Temporadas | Temporadas | Temporadas | Temporadas | Temporadas | Temporadas |
| Nombre               | Miembro en la familia | 1          | 2          | 3          | 4          | 5          | 6          | 7          | 8          | 9          | 10         | 11         |
| -------------------- | --------------------- | ---------- | ---------- | ---------- | ---------- | ---------- | ---------- | ---------- | ---------- | ---------- | ---------- | ---------- |
| Willie Robertson     | Director ejecutivo    |            |            |            |            |            |            |            |            |            |            |            |
| Korie Robertson      | Esposa de Willie      |            |            |            |            |            |            |            |            |            |            |            |
| Sadie Robertson      | Hija de Willie        |            |            |            |            |            |            |            |            |            |            |            |
| John Luke Robertson  | Hijo de Willie        |            |            |            |            |            |            |            |            |            |            |            |
| Mary Kate Robertson  | Esposa de John Luke   |            |            |            |            |            |            |            |            |            |            |            |
| Bella Robertson      | Hija de Willie        |            |            |            |            |            |            |            |            |            |            |            |
| Willie Robertson Jr. | Hijo de Willie        |            |            |            |            |            |            |            |            |            |            |            |
| Rebecca Robertson    | Hija de Willie        |            |            |            |            |            |            |            |            |            |            |            |
| John Reed Loflin     | Esposo de Rebecca     |            |            |            |            |            |            |            |            |            |            |            |
| Rowdy Robertson      | Hijo de Willie        |            |            |            |            |            |            |            |            |            |            |            |
| Jase Robertson       | Hermano de Willie     |            |            |            |            |            |            |            |            |            |            |            |
| Missy Robertson      | Esposa de Jase        |            |            |            |            |            |            |            |            |            |            |            |
| Mia Robertson        | Hija de Jase          |            |            |            |            |            |            |            |            |            |            |            |
| Reed Robertson       | Hijo de Jase          |            |            |            |            |            |            |            |            |            |            |            |
| Cole Robertson       | Hijo de Jase          |            |            |            |            |            |            |            |            |            |            |            |
| Brighton Robertson   | Esposa de Reed        |            |            |            |            |            |            |            |            |            |            |            |
| Phil Robertson       | Padre de Willie       |            |            |            |            |            |            |            |            |            |            |            |
| Kay Robertson        | Madre de Willie       |            |            |            |            |            |            |            |            |            |            |            |
| Si Robertson         | Tío de Willie         |            |            |            |            |            |            |            |            |            |            |            |
| Jep Robertson        | Hermano de Willie     |            |            |            |            |            |            |            |            |            |            |            |
| Jessica Robertson    | Esposa de Jep         |            |            |            |            |            |            |            |            |            |            |            |
| Lily Robertson       | Hija de Jep           |            |            |            |            |            |            |            |            |            |            |            |
| Merritt Robertson    | Hija de Jep           |            |            |            |            |            |            |            |            |            |            |            |
| Priscilla Robertson  | Hija de Jep           |            |            |            |            |            |            |            |            |            |            |            |
| Alan Robertson       | Hermano de Willie     |            |            |            |            |            |            |            |            |            |            |            |
| Justin Martin        | Empleado              |            |            |            |            |            |            |            |            |            |            |            |
| John Godwin          | Empleado              |            |            |            |            |            |            |            |            |            |            |            |

## Familia Robertson
Padres
- Phil Alexander Robertson, nacido el 24 de abril de 1946 (78 años).
- Marsha Kay "Miss Kay" Robertson (apellido de soltera Carroway), nacida el 21 de diciembre de 1950 (74 años).

     Hombre

     Mujer
Hijos
|   | Nombre                       | Fecha de nacimiento            | Relación                                                           |
| - | ---------------------------- | ------------------------------ | ------------------------------------------------------------------ |
| 1 | Marshal Alan Robertson       | 5 de enero de 1967 (58 años)   | Casado con Lisa Gibson; la pareja tiene dos hijas.                 |
| 2 | Jason "Jase" Silas Robertson | 16 de agosto de 1969 (55 años) | Casado con Melissa "Missy" West; la pareja tiene tres hijos.       |
| 3 | Willie Jess Robertson        | 22 de abril de 1972 (52 años)  | Casado con Korie Maree Howard; la pareja tiene seis hijos.         |
| 4 | Jules Jeptha "Jep" Robertson | 28 de mayo de 1978 (46 años)   | Casado con Jessica Pamela Strickland; la pareja tiene cinco hijos. |

### Phil Robertson
El patriarca de la familia y creador del reclamo de pato Duck Commander. Fue un mariscal de campo destacado en Louisiana Tech (en realidad empezando por delante del futuro miembro del Salón de la Fama, Terry Bradshaw) y fue contactado por los Washington Redskins después de su año júnior. Él prefirió dejar el fútbol porque interfería con la temporada de caza de patos.
Phil se graduó de Louisiana Tech con una licenciatura en Educación Física y más tarde recibió una maestría en Educación en clases de educación nocturna mientras trabajaba como maestro de escuela. Phil pasó por un «período oscuro» mientras se ejecuta un bar que llevó a la separación de su esposa. Fue en este punto bajo que informó que encontró a Cristo y se reconcilió con su esposa. Fue entonces que inventó su reclamo de pato, y fundó la Duck Commander Company en 1973.
Phil es conocido por su aversión a la tecnología moderna, llamándose a sí mismo "un hombre de baja tecnología en un mundo de alta tecnología", y su preocupación de que sus nietos se están convirtiendo en «yuppies». Al final de cada episodio, la familia se muestra en la mesa del comedor, por lo general con Phil orando por la comida.

### Marsha Kay "Miss Kay" Robertson
Kay Robertson (Carroway de soltera) se casó con Phil el 11 de enero de 1966. Ella es generalmente dirigida como «Miss Kay» por su marido e hijos. Kay se casó con Phil a los 15 años. Ella es la madre de Alan, Jase, Willie, y Jep. Le encanta cocinar y a menudo, tiene a toda su familia para una comida casera después de un duro día de trabajo.

### Willie Robertson
El tercer hijo de Phil y Miss Kay, y CEO de Duck Commander. Willie tiene una licenciatura en salud y rendimiento humano de NE Louisiana University, con énfasis en negocios. Llevó a Duck Commander de una empresa familiar a un imperio multimillonario. Él y su esposa Korie tienen seis hijos.

#### John Luke Robertson
Hijo de Willie y Korie, y el segundo hijo mayor de la familia después de Rebecca. Asistió a la Escuela Cristiana Ouachita y actualmente está inscrito en la Universidad Liberty. Está casado con Mary Kate desde el 28 de junio de 2015. Asistieron juntos a la Universidad Liberty.
Hijos
|   | Nombre                 | Fecha de nacimiento            |
| - | ---------------------- | ------------------------------ |
| 1 | John Sheperd Robertson | 14 de octubre de 2019 (5 años) |

#### Rebecca Robertson
La hija adoptiva de Willie y Korie, y la mayor de sus seis hijos. La familia originalmente era la anfitriona de Rebecca cuando ella era una estudiante de intercambio de Taiwán y desde entonces la han adoptado como suya propia. Después de completar una pasantía de dos años en el Sur de California, regresó a West Monroe y abrió una tienda de ropa. Se casó con su prometido, John Reed Loflin, en México el 3 de diciembre de 2016.

#### Sadie Robertson
La hija de Willie y Korie, que asistió a la Escuela Cristiana Ouachita. Su graduación se muestra en la temporada 10.

#### Willie Robertson Jr.
Hijo adoptivo de Willie y Korie; a veces llamado "Lil 'Will". Él asiste a la escuela cristiana de Ouachita y juega al fútbol americano.

#### Bella Robertson
Hija de Willie y Korie

#### Rowdy Robertson
Hijo adoptivo de Willie y Korie. Su adopción se muestra finalizando la temporada 11.

### Jason "Jase" Robertson
El segundo hijo de Phil y Miss Kay. Jase está a cargo de los aspectos de fabricación en Duck Commander. Junto con otros empleados, Jase toca los reclamos de pato a mano.

#### Reed Robertson
El hijo mayor y primer hijo de Jase y Missy, que asistió a la escuela cristiana Ouachita, jugando al fútbol y al béisbol. Su graduación se muestra en la temporada seis. Actualmente asiste a la Universidad Harding, y está casado con Brighton Thompson; su boda se muestra en la temporada once. Comenzó una carrera musical en Nashville. Está casado con Rebecca Robertson.
Hijos
|   | Nombre                | Fecha de nacimiento          |
| - | --------------------- | ---------------------------- |
| 1 | Zane Israel Robertson | 11 de enero de 2019 (6 años) |

#### Cole Robertson
El segundo hijo de Jase y Missy, que asistió a la escuela cristiana Ouachita, y jugó béisbol. Su graduación se muestra en la temporada diez.

#### Mia Robertson
La hija más joven y única hija de Jase y Missy. Nació con un labio leporino y palatino y a finales de la temporada nueve, ha tenido seis cirugías para corregirlo.

### Jules Jeptha "Jep" Robertson
El hijo más joven de Phil y Miss Kay, que filma y edita DVDs de las cazas de pato de la familia Robertson. Él es visto a menudo en el Duck Commander y en las cenas de la familia. Jep y Jessica tienen cinco hijos. Presentaron la más reciente adición a su familia, un hijo adoptado que llamaron Jules Augustus (apodado "Gus"), en el estreno de su serie spin-off Jep and Jessica: Growing the Dynasty el 20 de enero de 2016, que tuvo una audiencia de más de dos millones. La segunda temporada se estrenó el 22 de febrero de 2017.
Hijos
|   | Nombre                         | Fecha de nacimiento               |
| - | ------------------------------ | --------------------------------- |
| 1 | Lillian Mae "Lily" Robertson   | 26 de diciembre de 2002 (22 años) |
| 2 | Merritt Decatur Robertson      | 30 de julio de 2004 (20 años)     |
| 3 | Priscilla June Robertson       | 4 de agosto de 2006 (18 años)     |
| 4 | River Alexander Robertson      | 5 de diciembre de 2008 (16 años)  |
| 5 | Jules Augustus "Gus" Robertson | 6 de noviembre de 2015 (9 años)   |

### Marshal "Alan" Robertson
El hijo mayor de Phil  y Kay, que dejó el negocio familiar para convertirse en un predicador, pero se reincorporó a la familia, tanto haciendo relaciones públicas en el Duck Commander y apareciendo en el programa desde la temporada cuatro. Quiso unirse al programa para difundir la Palabra de Dios a más personas. Alan se casó con Lisa Robertson, (Gibson de soltera) el 9 de noviembre de 1984, y es el único varón adulto de la familia sin barba.
Hijas
|   | Nombre                   | Fecha de nacimiento               | Relación                                                                                               |
| - | ------------------------ | --------------------------------- | --- |
| 1 | Elizabeth Anna Robertson | 28 de febrero de 1986 (39 años)   | Casada con Jay Stone Archivado el 8 de agosto de 2017 en Wayback Machine.; la pareja tiene tres hijas. |
| 2 | Katie Alexis Robertson   | 30 de noviembre de 1987 (37 años) | Casada con Vinny Mancuso; la pareja tiene un hijo.                                                     |

### Silas "Si" Robertson
Es el hermano de Phil (nacido el 18 de agosto de 1948); un veterano de la Guerra de Vietnam y tío de los cuatro hijos de Phil y Miss Kay. Si trabaja en Duck Commander; haciendo las cañas que entran en cada reclamo de pato. Si es conocido por su narración, y su uso constante de las expresiones «Hey!» y «Jack» (que termina con muchas de sus oraciones), y por su siempre presente taza de Tupperware verde (que su madre le envió mientras estaba en Vietnam); siempre llena de té helado. Si se retiró del ejército en 1993 con el rango de Sargento Primera Clase (E-7). Robertson es reconocido por su carrera militar con una exhibición en el Museo de Aviación y Militar de Chennault en Monroe, Luisiana. Si ha estado casada con Christine por 48 años - ella, con la excepción del final de la serie, ha declinado en aparecer en el programa. Él y su esposa Christine tienen dos hijos, Trasa y Scott. Ellos no han aparecido en el programa.
Si también aparece en el segundo spin-off del programa Going Si-Ral, en el que Si estudia Internet.
Hijos
|   | Nombre                  | Fecha de nacimiento               | Relación                                                |
| - | ----------------------- | --------------------------------- | ------------------------------------------------------- |
| 1 | Trasa Lee Robertson     | 30 de agosto de 1975 (49 años)    | Casada con Kyle Cobern; la pareja tiene cuatro hijos    |
| 2 | Scott Merritt Robertson | 18 de diciembre de 1977 (47 años) | Casado con Marsha Markert; la pareja tiene cuatro hijos |

## Otros quienes tienen apariciones recurrentes
- John Godwin – Un empleado en el Duck Commander desde 2002, construyendo principalmente los reclamos de pato, manejando fuentes, y supervisando el departamento de envío así como ser el técnico del señuelo.
- Justin Martin – Un empleado del Duck Commander, a quien a menudo se le da pena por su gran figura.[42]
- Mountain Man (Tim Guraedy) – AUn vecino que opera su propio negocio de reparación de aire acondicionado, y copresentador de un programa de radio local en KXKZ.[43]
- Jimmy Red (Jimmy Gibson) – Un viejo amigo de Phil, la Srta. Kay y de Si; referido como «Rojo» por Phil (3 episodios, temporadas 1 y 2).[44]

## Índices de audiencia
Un especial de Navidad de una hora de duración se estrenó el 5 de diciembre de 2012 como el final de la temporada dos y se convirtió en el episodio de A&E más visto en la historia de la cadena.
El 27 de febrero de 2013, el estreno de la temporada tres contó con 8,9 millones de espectadores, incluyendo cinco millones en los adultos de 25-54 demográficos y cinco millones en adultos de 18-49 demográficamente, haciendo el estreno (en el momento) la serie más vista en la historia de la cadena, superando la final de la temporada dos. El episodio de la temporada tres de una hora (mostrado el 24 de abril de 2013) registró 9,6 millones de espectadores, con 5,6 millones en los adultos de 25-54 y 5,5 millones en los adultos de 18-49 demográficamente, convirtiéndolo en la transmisión más alta en la historia de A&E.
El 14 de agosto de 2013, el estreno de la temporada cuatro atrajo un total de 11,8 millones de espectadores, un aumento del 37% frente al estreno de la temporada tres, atrayendo a 6,3 millones de espectadores en los adultos de 25-54 años demográficos, convirtiéndolo en la serie de no ficción más vista en la historia de la televisión por cable. Según The Hollywood Reporter, la cuarta temporada promedió 9,4 millones de espectadores. El índice de audiencia disminuyó después de la controversial entrevista de GQ de Phil Robertson.
Duck Dynasty encabezó la lista de búsquedas de trajes temáticos de celebridad y cultura pop en Yahoo! en octubre de 2013, según los datos compilados por la experta en tendencias Yahoo Web, Carolyn Clark. A partir del 17 de octubre de 2014, el programa ha promediado 8,3 millones de espectadores para 2014. Según un lanzamiento de octubre de 2014 de E! Online, la mayoría de la audiencia de Facebook de la serie es republicana. En 2016, el The New York Times informó que Duck Dynasty «es el ejemplo prototípico de un espectáculo que es más popular en las zonas rurales. La correlación entre el fandom y el porcentaje de personas que votaron por el Sr. Trump  fue mayor... que lo fue para cualquier otro» de los 50 programas con la mayoría de likes en Facebook. Fue más popular en las zonas rurales de Texas, Arkansas y Luisiana, y menos popular en el noreste de los Estados Unidos.

### Índices de audiencia por temporada
| Temporadas | Intervalo de tiempo (ET)                    | Episodios | Estreno                 | Estreno                    | Estreno                   | Final                  | Final                      | Final                     | Promedio por temporada | Temporada de TV |
| Temporadas | Intervalo de tiempo (ET)                    | Episodios | Fecha                   | Espectadores (en millones) | 18–49 índice de audiencia | Fecha                  | Espectadores (en millones) | 18-49 índice de audiencia | Promedio por temporada | Temporada de TV |
| ---------- | ------------------------------------------- | --------- | ----------------------- | -------------------------- | ------------------------- | ---------------------- | -------------------------- | ------------------------- | ---------------------- | --------------- |
| 1          | Miércoles 10:00 p. m. Miércoles 10:30 p. m. | 15        | 21 de marzo de 2012     | 1.81                       | 0.8                       | 23 de mayo de 2012     | 2.56                       | 1.2                       | 1.82                   | 2012            |
| 2          | Miércoles 10:00 p. m. Miércoles 10:30 p. m. | 13        | 10 de octubre de 2012   | 3.70                       | 1.7                       | 5 de diciembre de 2012 | 6.45                       | 3.0                       | 4.17                   | 2012            |
| 3          | Miércoles 10:00 p. m. Miércoles 10:30 p. m. | 13        | 27 de febrero de 2013   | 8.62                       | 3.9                       | 24 de abril de 2013    | 9.63                       | 4.3                       | 8.32                   | 2013            |
| 4          | Miércoles 10:00 p. m.                       | 10        | 14 de agosto de 2013    | 11.77                      | 5.0                       | 23 de octubre de 2013  | 8.40                       | 3.5                       | 9.16                   | 2013            |
| 5          | Miércoles 10:00 p. m. Miércoles 10:30 p. m. | 10        | 15 de enero de 2014     | 8.49                       | 3.4                       | 26 de marzo de 2014    | 6.00                       | 2.5                       | 6.51                   | 2014            |
| 6          | Miércoles 10:00 p. m.                       | 10        | 11 de junio de 2014     | 4.59                       | 1.8                       | 13 de agosto de 2014   | 3.81                       | 1.4                       | 3.77                   | 2014            |
| 7          | Miércoles 9:00 p. m. Miércoles 9:30 p. m.   | 10        | 19 de noviembre de 2014 | 2.62                       | 1.0                       | 11 de febrero de 2015  | 2.51                       | 0.9                       |                        | 2014/15         |
| 8          | Miércoles 9:30 p. m.                        | 9         | 24 de junio de 2015     | 2.51                       | 0.9                       | 19 de agosto de 2015   | 3.26                       | 1.0                       |                        | 2015            |
| 9          | Miércoles 9:00 p. m.                        | 11        | 13 de enero de 2016     | 2.07                       | 0.7                       | 2 de marzo de 2016     | 1.74                       | 0.6                       |                        | 2016            |
| 10         | Miércoles 9:00 p. m.                        | 14        | 6 de julio de 2016      | 1.30                       | 0.5                       | 24 de agosto de 2016   |                            |                           |                        | 2016            |

## Críticas

### Controversia de edición
En 2012, Phil Robertson declaró en Sports Spectrum, una publicación deportiva cristiana, que enfrentó a los productores sobre los editores del programa diciéndoles que no dijeran el nombre de Jesús mientras rezaban al final de los episodios, y que agregaron intermitentes pitidos de censura sobre las porciones aleatorias del diálogo sin guion del elenco, aunque no se hablaba de blasfemias. Robertson citó los temas como parte de lo que a menudo se llama «guerra espiritual», que no había maldecido para que necesitase ser editado, y las oraciones estaban siendo censuradas para evitar ofender a las personas religiosas no cristianas. A&E no hizo comentarios sobre las reclamaciones.

### Entrevista de GQ
El 18 de diciembre de 2013, A & E anunció que estaba suspendiendo a Phil Robertson del programa indefinidamente por las declaraciones que hizo durante una entrevista con Drew Magary (Revista GQ) que había atraído críticas externas. Durante la entrevista para un artículo destacado en el número de enero de 2014 de GQ, titulado What the Duck?, Magary le preguntó a Robertson: «¿Qué, en tu mente, es pecaminoso?», Robertson respondió: «Comienza con el comportamiento homosexual y muéstrelo de ahí, la bestialidad, durmiendo con esa mujer y esa mujer y esa mujer y esos hombres».

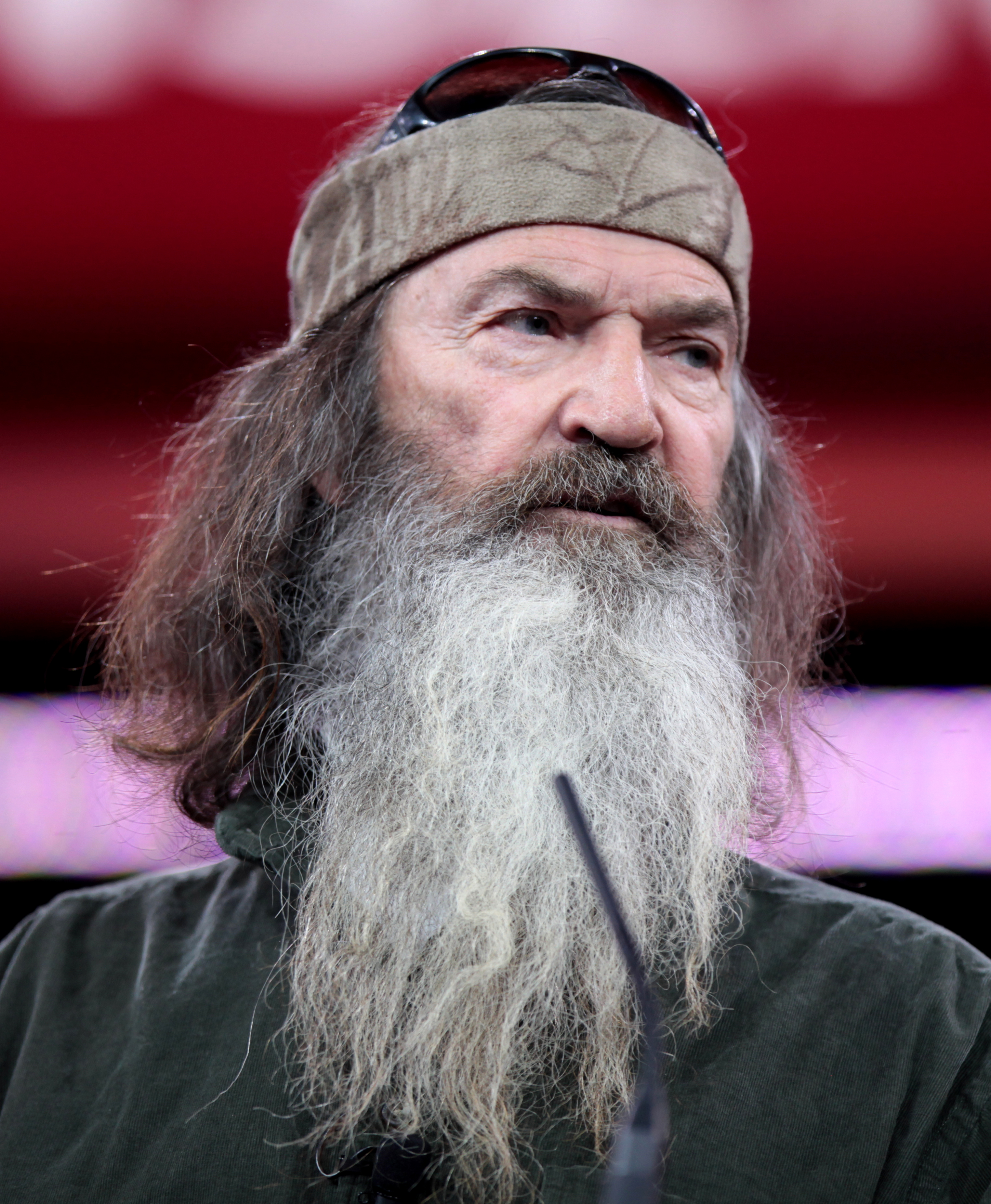
Robertson hablando en CPAC 2015 en Washington D. C.

A&E declaró que «estaban extremadamente decepcionados al haber leído los comentarios de Phil Robertson en GQ, que se basan en sus propias creencias personales y no se reflejan en la serie Duck Dynasty». Dijo que es un «producto de los años 60», pero desde entonces ha vivido su vida en los principios bíblicos. Añadió: «Nunca trataría a nadie con falta de respeto sólo porque son diferentes a mí».
La familia Robertson publicó una declaración sobre la decisión de A&E, apoyando a Phil y diciendo que aunque algunos de sus comentarios eran «groseros», sus creencias están «basadas en las enseñanzas de la Biblia». En la primera entrevista pública desde la entrevista de GQ, Robertson se mantuvo firme en sus palabras y dijo: 

«Jesús quitará los pecados. Si eres homosexual, él se lo llevará. Si eres un adúltero, si eres un mentiroso, ¿cuál es la diferencia?»

Los comentarios de Robertson fueron reportados en los medios, con reacciones divididas. Muchos conservadores sociales, incluyendo sus patrocinadores corporativos, algunos grupos religiosos, y algunos políticos republicanos incluyendo Sarah Palin, Bobby Jindal y Mike Huckabee, apoyaron su derecho a tal opinión. Robertson se enfrentó a la oposición significativa de los individuos que veían sus comentarios como anti-gay e intolerantes.
En respuesta, Cracker Barrel eliminó algunos productos Duck Dynasty. Los productos fueron reemplazados después de un día después de un clamor público. United Press International informó que la directora ejecutiva de A&E, Nancy Dubuc, había recibido amenazas de muerte por la decisión de suspender Robertson indefinidamente.
El 27 de diciembre, A&E invirtió la suspensión de Robertson. La cadena citó el arrepentimiento de Robertson y la familia por el uso de «lenguaje grosero» en cuanto a discutir las partes del cuerpo, y declaró que A&E lanzaría un anuncio de servicio público en toda la «carpeta del canal» que promovería la «tolerancia y aceptación entre todas las personas». Un representante de la Campaña de Derechos Humanos consideró que la reincorporación era un paso positivo y dijo que se les había asegurado que «la familia Robertson está ahora abierta [...] para tratar el daño real que tales comentarios anti-gay y racistas pueden causar».
CNN dijo que la controversia mostró que estaba en juego una guerra cultural, en parte por lo que la GLAAD calificó de «representaciones ofensivas de minorías» en el discurso público. El gobernador republicano de Luisiana, Bobby Jindal y otros, en su mayoría conservadores, señalaron el tema como un derecho de la Primera Enmienda a la libertad de expresión, mientras que otros dijeron que la Primera Enmienda no se aplicaba.

## Otros medios y televisión
Los Robertsons aparecieron en Jimmy Kimmel Live!. El invitado musical programado, Morrissey, canceló porque no quiso estar en el programa con los que él llamó «asesinos en serie animales». La banda Churchill reemplazó a Morrissey. Phil Robertson respondió, diciendo: «Quienquiera que sea, no me lo opongo». Hicieron un vídeo de parodia donde vendieron un reclamo de zanahoria, en lugar de un reclamo de pato, para llamar a las zanahorias silvestres para saltar directamente a sus bocas. Los Robertson han aparecido en Conan, Tonight Show with Jay Leno, Late Night with Jimmy Fallon, Live! with Kelly and Michael, Today, Katie, The Wendy Williams Show y 700 Club. Willie Robertson apareció en The Five FNC el 13 de agosto de 2013.
Los Robertsons protagonizaron el estreno de la temporada tres de Last Man Standing.
Los miembros de Duck Dynasty aparecen en el video musical de la canción country N.º 1 «Wagon Wheel» de Darius Rucker.
Si Robertson prestó su voz y apariencia personal al vídeo VeggieTales, Merry Larry and the True Light of Christmas, en la que narra el video y aparece como un conserje de centro comercial de quingombó.
Sadie Robertson fue una concursante en la temporada 19 de Dancing with the Stars. Otros miembros de su familia aparecieron en un episodio.

### Álbum de Navidad
El 10 de junio de 2013, se anunció que la familia estaba trabajando en un álbum de Navidad. Titulado Duck the Halls: A Robertson Family Christmas, fue lanzado por la compañía discográfica UMG Nashville el 29 de octubre de 2013.

#### Listas
| Título                                       | Detalles                                                                                             | Posición más alta en las listas | Posición más alta en las listas | Posición más alta en las listas | Posición más alta en las listas | Ventas           | Certificaciones           |
| Título                                       | Detalles                                                                                             | EE. UU.                         | EE. UU. Country                 | EE. UU. Holiday                 | Canadá                          | Ventas           | Certificaciones           |
| -------------------------------------------- | --- | ------------------------------- | ------------------------------- | ------------------------------- | ------------------------------- | ---------------- | ------------------------- |
| Duck the Halls: A Robertson Family Christmas | - Fecha de publicación: 29 de octubre de 2013 - Sello: UMG Nashville - Formatos: CD, formato digital | 3                               | 1                               | 1                               | 8                               | EE. UU.: 755,700 | - RIAA: Platino - MC: Oro |

#### Sencillos
| Año  | Sencillo                                          | Posición más alta en las listas | Posición más alta en las listas | Álbum                                        |
| Año  | Sencillo                                          | EE. UU. Country                 | EE. UU. Country Airplay         | Álbum                                        |
| ---- | ------------------------------------------------- | ------------------------------- | ------------------------------- | -------------------------------------------- |
| 2014 | «Hairy Christmas» (Willie Robertson & Luke Bryan) | 49                              | 45                              | Duck the Halls: A Robertson Family Christmas |

## Otras lecturas
- Duck Dynasty's Success Is Entirely Based on Selling a Fantasy - The enduring, commercial fallacy of the "authentic" man, The New Republic (en inglés)